# Nickelback
I Nickelback sono un gruppo rock canadese, formatosi nel 1995 ad Hanna (Alberta). È composto dal chitarrista e cantante Chad Kroeger, dal chitarrista, tastierista e corista Ryan Peake, dal bassista Mike Kroeger e dal batterista Daniel Adair.
Hanno venduto quasi 60 milioni di copie dei loro dischi in tutto il mondo.
Hanno vinto 12 Juno Awards delle 28 nomination totali, 2 American Music Awards, 1 MTV Video Music Awards. Nel 2006 ottengono il prestigioso World Music Award come miglior gruppo rock.

## Storia del gruppo

### Formazione (1995)
La band nacque agli inizi degli anni '90 ad Hanna, a più di 200 chilometri a nord-est di Calgary in Canada, come una cover band di nome "Village Idiots"

formata dai fratelli Chad e Mike Kroeger, il loro cugino Brandon Kroeger e Ryan Peake. Essi interpretavano principalmente canzoni dei Metallica e dei Led Zeppelin. La band successivamente cambiò il proprio nome in "Nickelback" che ha origine dal nickel (moneta canadese da 5 centesimi) che Mike Kroeger, lavorando da Starbucks, dava ai propri clienti come resto; egli era infatti solito dire loro: "Here's your nickel back". 
Il cantante e chitarrista Chad Kroeger chiese in prestito al patrigno 4000 dollari per poter registrare la prima demo a Vancouver, un EP di sette tracce originali, chiamato poi Hesher (1996).

### CurbeThe State(1996-2000)

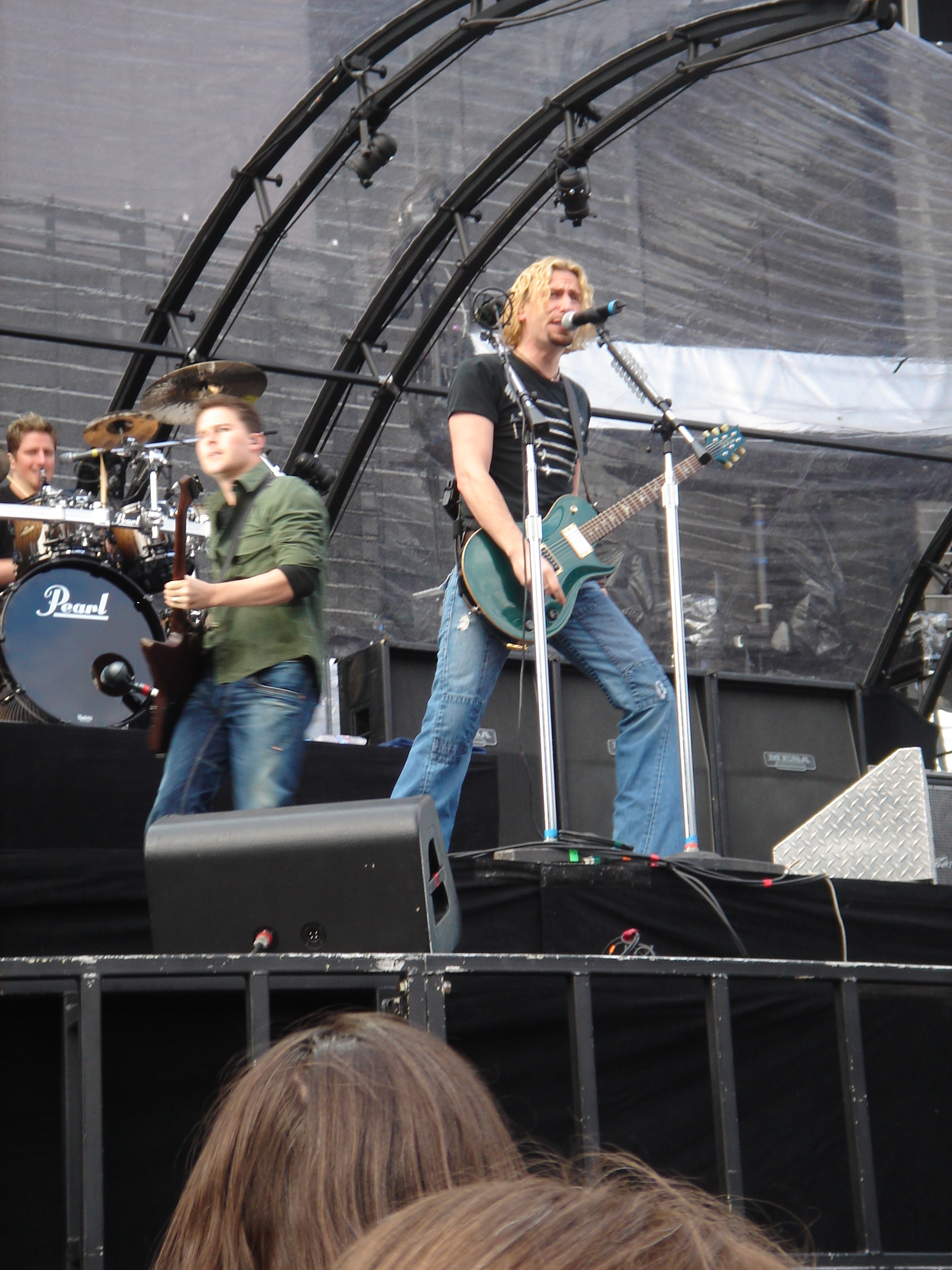
Chad Kroeger

Nel 1996 la band registrò e pubblicò l'album di debutto Curb, che ottenne un discreto successo. Fly, incluso anche nell'EP Hesher, diventò il primo singolo dei Nickelback. In seguito il gruppo cominciò un lungo tour per capitalizzare la crescente popolarità. Nel 1997 il batterista Brandon Kroeger lasciò la band e verso la fine di quell'anno venne ingaggiato Mitch Guindon, che abbandonò a sua volta nel 1998. Nell'estate del 1998 Ryan Vikedal venne annunciato come nuovo batterista ufficiale del gruppo.
Nel 1998, dopo due anni di tour, cominciarono le registrazioni del nuovo disco a Vancouver. The State, il secondo album autoprodotto, inizialmente fu distribuito soltanto in Canada, da settembre dello stesso anno. Una traccia del nuovo lavoro, Leader of Men, catturò l'attenzione delle radio canadesi che la propose frequentemente nella programmazione, incrementando notevolmente la popolarità del quartetto canadese. Essi quindi si imbarcarono in un nuovo tour di 200 date per promuovere il disco, durante il quale aprirono i concerti di band come Creed e Silverchair. Ben presto attirarono il seguito delle case discografiche e nel 1999 i Nickelback siglarono il loro primo contratto per EMI in Canada e Roadrunner Records negli Stati Uniti.
Nel 2000 l'album venne ristampato per il mercato americano e successivamente per quello europeo. Furono estratti in tutto 4 singoli: Leader of Men, Breathe, Old Enough e Worthy to Say; i primi due raggiunsero la Top 10 della Mainstream Rock statunitense. L'album debuttò alla posizione 130 della Billboard 200 e fu il primo lavoro della band a ottenere una certificazione oro negli Stati Uniti, che diventò poi platino nel 2008. Ad oggi ha venduto oltre 1 milione di copie nel mondo.

### Silver Side UpeThe Long Road(2001-2004)
Attorno al 2001, Chad Kroeger cominciò a "studiare ogni singola parte delle canzoni, dal punto di vista sonoro, al testo, alla parte musicale e alla struttura degli accordi. Analizzavo ogni canzone che ascoltavo alla radio o che avesse raggiunto buone posizioni in classifica e mi domandavo: Perché sono andate così bene?". Kroeger disse che il singolo How You Remind Me aveva venduto così tanto perché parla di relazioni amorose, un soggetto universale, e inoltre si tratta di una canzone che rimane in testa.
Per registrare il loro terzo album Silver Side Up, i Nickelback collaborarono con il produttore Rick Parashar. Il materiale fu scritto prima della pubblicazione del precedente lavoro The State e fu inciso nello stesso studio di registrazione. 
L'album, rilasciato l'11 settembre 2001, raggiunse la seconda posizione della Billboard 200 con oltre 177.000 copie vendute negli Stati Uniti durante la prima settimana ed entrò al primo posto in Canada, diventando il primo lavoro della band a conseguire tale risultato. Il primo singolo estratto How You Remind Me diventò numero uno della Billboard Hot 100 e in numerose altre nazioni, decretando il successo planetario della band.. Il singolo successivo fu Too Bad che raggiunse la prima posizione della Mainstream Rock, così come il terzo e ultimo estratto dall'album, Never Again.
Nel 2002 Chad Kroeger collaborò con Josey Scott alla realizzazione di Hero, una traccia della colonna sonora del film Spider-Man. Alle registrazioni hanno partecipato anche Tyler Connolly (Theory of a Deadman), Mike Kroeger, Matt Cameron (Soundgarden, Pearl Jam), e Jeremy Taggart. Nel 2002 i Nickelback pubblicarono il loro primo DVD dal vivo, Live at Home. Il 19 agosto 2002 avvenne un incidente nell'esibizione del gruppo ad un festival in Portogallo. Durante la seconda canzone prevista in scaletta, Chad Kroeger fu colpito da una bottiglia piena d'acqua lanciata da qualcuno del pubblico. Una volta terminata la canzone, Chad chiese alla folla: "Do you want to hear some rock 'n' roll or do you want to go home?" ("Volete ascoltare un po' di rock 'n' roll o preferite andare a casa?"). A questo punto una persona lanciò un sasso in testa al frontman, provocando l'abbandono del palcoscenico da parte della band, mentre Chad e Vikedal mostravano il dito medio al pubblico.
Nel 2003 i Nickelback pubblicarono il quarto album in studio, The Long Road. Il disco fu certificato triplo platino negli Stati Uniti vendendo oltre 3 milioni di copie, mentre a livello mondiale si assesta oltre i 5 milioni. Ha debuttato alla sesta posizione della classifica statunitense Billboard 200, ed è stato il primo album prodotto da Joey Moi, un vecchio collaboratore della band. I singoli estratti furono ben 5, tra i quali spicca Someday, che ha avuto un notevole successo, seguito poi da Feelin' Way Too Damn Good e Figured You Out.

### All the Right Reasons(2005-2007)

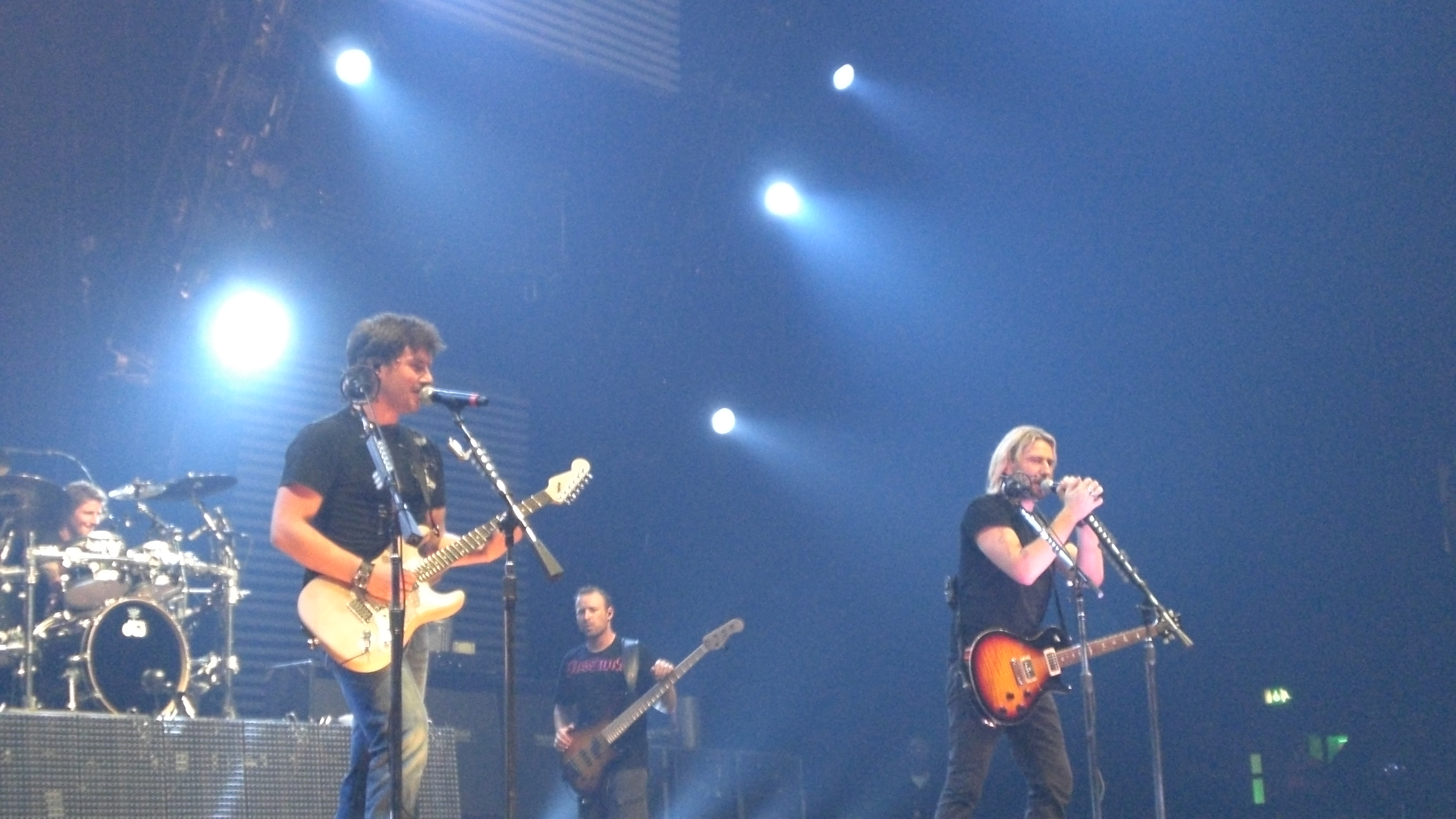
I Nickelback al Wembley di Londra nel 2008

All'inizio del 2005 il batterista Ryan Vikedal viene sostituito da Daniel Adair, ex componente dei 3 Doors Down. I Nickelback si recano quindi immediatamente in studio con il nuovo batterista da gennaio fino a maggio. Le sessioni producono il loro quinto album, All the Right Reasons, rilasciato il 3 ottobre 2005 e che include collaborazioni con Billy Gibbons dei ZZ Top, un assolo di chitarra in Follow You Home e seconda voce in Rockstar, e con l'amico Dimebag Darrell dei Pantera, grazie a un campionamento postumo di un assolo, inserito in Side Of a Bullet. Ha debuttato in vetta alla classifica in Canada e negli Stati Uniti, dove ha venduto 323 350 copie nella prima settimana. Cinque dei singoli estratti dall'album hanno raggiunto la Top 20 della classifica Billboard Hot 100: Photograph, Savin' Me, Far Away, If Everyone Cared e Rockstar. All the Right Reasons ha venduto oltre 11 milioni di copie nel mondo.
La band si imbarca quindi in un tour che la tiene occupata per tutto il 2006 e il 2007, durante il quale vengono venduti più di 2 milioni di biglietti. Verso fine 2006 il gruppo ha aperto i concerti durante le tappe europee dell'Have a Nice Day Tour dei Bon Jovi. L'esibizione del 2006 a Sturgis, nel Dakota del Sud, di fronte a 35 000 persone è stata filmata e successivamente rilasciata in formato DVD e Blu-ray nel 2009.
Nel novembre 2006 il gruppo sorprendentemente ha vinto un American Music Award per il miglior album pop/rock. "Ci siamo presentati soltanto perché avremmo dovuto consegnarne uno questa sera" ha detto Chad Kroeger dopo aver ricevuto il premio. In seguito ha aggiunto che pensava che avrebbero vinto i Red Hot Chili Peppers in quella categoria.

### Dark Horse(2008-2010)
Dopo una pausa durata per gran parte del 2007, la band comincia a lavorare al nuovo album. Nel luglio 2008 i Nickelback si accordano con Live Nation per l'organizzazione dei successivi tre tour, con un'opzione per un quarto. Il 4 settembre 2008, è stato annunciato che il primo singolo del nuovo album sarebbe stato If Today Was Your Last Day, prevedendo il rilascio per il 30 settembre. Questo annuncio non ha avuto conferme: infatti l'etichetta discografica ha scelto di far uscire un'altra traccia, Gotta Be Somebody, come primo singolo. Il nuovo disco, prodotto da Mutt Lange e intitolato Dark Horse, è stato rilasciato il 18 novembre 2008. Something in Your Mouth è stato scelto come secondo singolo, solo per le radio rock, il 15 dicembre 2008, mentre If Today Was Your Last Day è diventato il terzo singolo, uscito il 31 marzo 2009. Altri quattro singoli sono stati rilasciati nel corso del 2009: I'd Come for You, Burn It to the Ground, Never Gonna Be Alone e Shakin' Hands. L'ottavo e ultimo singolo, This Afternoon, è uscito il 23 marzo 2010. Dark Horse è un successo immediato, tanto da essere certificato platino dalla RIAA il 9 dicembre 2008, a sole tre settimane dall'uscita del disco.
Il 26 novembre 2008, il gruppo ha annunciato il tour a supporto dell'album, partito a Nashville, con Seether e Saving Abel come band d'apertura. Nel Regno Unito sono stati affiancati dai Black Stone Cherry, mentre per la seconda parte del tour in Nord America sono stati accompagnati da Hinder, Papa Roach e ancora una volta Saving Abel. La band si è spostata poi in Australia e Nuova Zelanda con i Sick Puppies e successivamente in Europa, con i Daughtry. La terza parte in Nord America vede Breaking Benjamin, Sick Puppies e Shinedown aprire i concerti dei Nickelback, mentre per la quarta e ultima parte del loro tour in Nord America vengono accompagnati da Buckcherry e Three Days Grace. Il tour è stato un grande successo con più di 1,6 milioni di biglietti venduti in 146 date.

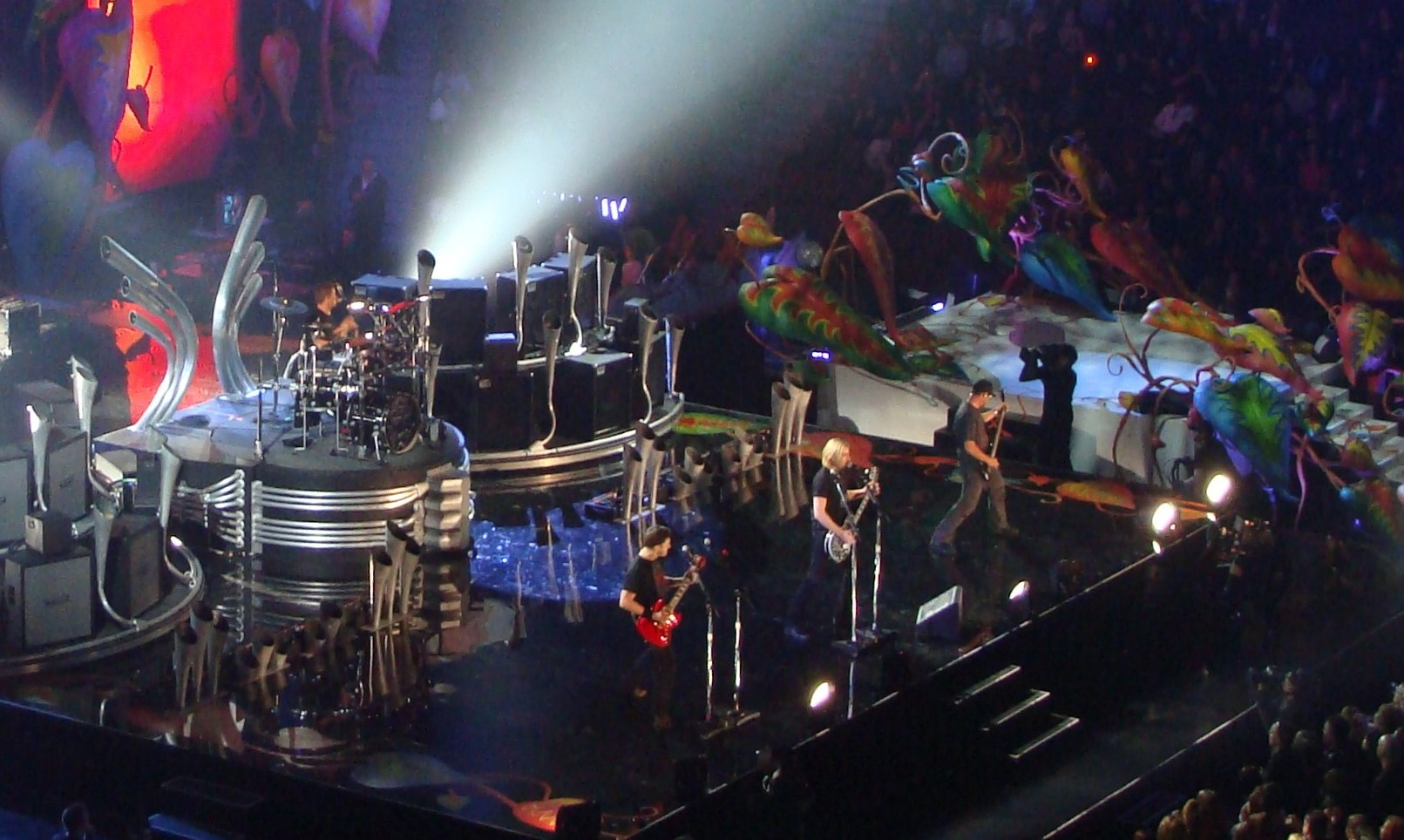
Nickelback ai Juno Awards nel 2009

L'album rimane saldo nella top 20 della Billboard 200 per diverse settimane dopo la pubblicazione ed è stato certificato triplo platino negli Stati Uniti, vendendo oltre 3 milioni di copie. Nonostante ciò, il disco ha ricevuto per lo più critiche miste. Nel 2009, la band ha vinto tre Juno Awards: "Juno Fan Choice Award", "Gruppo dell'anno" e "Album dell'anno"; alla cerimonia di premiazione si sono esibiti con il singolo Something in Your Mouth. Nel 2010 Dark Horse è stato il disco rock e metal più venduto dell'anno negli Stati Uniti.
Il 28 febbraio 2010, i Nickelback hanno partecipato alla cerimonia di chiusura dei Giochi olimpici invernali 2010 a Vancouver, eseguendo Burn It to the Ground. Nell'ottobre 2010 la band ha concluso il Dark Horse Tour.

### Here and Now(2011-2012)
Ad una intervista con Billboard, Chad Kroeger disse che la creazione del nuovo album non sarebbe incominciata prima di febbraio 2011 e che per il momento si avevano delle idee per appena 4 brani. Daniel Adair disse che il gruppo voleva tornare al sound di All the Right Reasons, perché ritenuto "più organico".
Il gruppo annuncia il suo settimo album Here and Now l'8 settembre 2011, con l'uscita dei primi due e principali singoli Bottoms Up e When We Stand Together avvenuta il 26 settembre. Kroeger afferma "Noi siamo quattro persone che amano fare musica, nel modo che ci piace. Siamo entrati in studio quest'anno con una visione, e tutti insieme ci siamo uniti per realizzarla. Siamo estremamente soddisfatti dei risultati, e non vediamo l'ora di farli vedere ai nostri fans". L'album è stato pubblicato il 21 novembre 2011, giorno noto come il Nickelback Monday, un misto tra il nome della band e il Black Monday.
Il CD esordisce al numero due della Billboard 200 con 226.714 copie vendute nella prima settimana dal lancio. Ha ricevuto la certificzione come Disco di platino nel 2014 superando il 1.000.000 di copie secondo certificazione RIAA. Per pubblicizzare l'album i Nickelback hanno organizzato una loro partecipazione durante l'NFL Thanksgiving Day Game al Ford Field di Detroit il 24 novembre e alla 99ª edizione della Grey Cup tenutasi il 27 novembre nella loro città natale Vancouver, dove suonarono tre delle loro canzoni storiche: Animals, When We Stand Together e Burn It to the Ground. Comunque dopo l'annuncio della loro partecipazione a Detroit ci furono grandi polemiche, in quanto i fans della NFL credevano sbagliato che una band canadese si esibisse durante la pausa di un gioco nazionale americano oltretutto in un giorno di festa nazionale. Inoltre molti sostennero che la band avrebbe influenzato negativamente la storia musicale della città. Venne creata una petizione online per impedire la loro performance, alla quale aderirono in 55000 persone. I Nickelback risposero alla petizione con un video ironico e divertente, e riuscirono lo stesso a partecipare allo show, suonando i loro nuovo singolo When We Stand Together per la prima volta live.
Il 13 dicembre il gruppo si esibisce live durante il WWE Tribute to The Troops, nel quale riscuotono un grande successo, e durante il quale suonarono Animals, Burn It to the Ground (colonna sonora dello show della WWE Raw) e sempre il loro ultimo singolo estratto dal nuovo album When We Stand Together, che diventa la colonna sonora ufficiale della serata. La band pochi giorni dopo annunciò di aver donato 50000$ al BC Children's Hospital. La band viene candidata a 4 Juno Awards. Durante la serata della premiazione venne suonato per la prima volta il loro nuovo singolo estratto da Here and Now, This Means War. I Nickelback hanno pubblicato altri due singoli estratti dall'album: Lullaby, pubblicato il 23 marzo e Try Not to Love You, pubblicato il 17 agosto. I Nickelback hanno iniziato il loro Here and Now Tour l'11 gennaio 2012, avendo come gruppi d'apertura nelle date americane Seether, Bush e My Darkest Days, mentre nelle date europee i Daughtry. Il tour si è concluso il 3 dicembre 2012 in Giappone.

### The Best of Nickelback: Volume 1(2012-2013)
La band dopo un periodo di pausa l'11 marzo 2013 ha confermato il suo nuovo tour europeo chiamato The Hits Tour, assieme agli Skillet. Durante un'intervista, Kroeger ha annunciato che la band avrebbe pubblicato un greatest hits verso la fine del 2013, per poi pubblicare un nuovo album per il 2014. Il greatest hits, intitolato The Best of Nickelback: Volume 1, è stato pubblicato il 5 novembre attraverso la Roadrunner Records.

### No Fixed Address(2014-2016)
Il 22 agosto 2014 la band ha annunciato via Twitter che l'ottavo album in studio sarà intitolato No Fixed Address, pubblicato il 17 novembre 2014, preceduto dai singoli Edge of a Revolution e What Are You Waiting For?. Chad Kroeger ha dichiarato che:

### Feed the Machine(2017-presente)
Il 25 gennaio 2017 il gruppo firma un contratto con la BMG Records con cui verrà distribuito il nono album in studio del gruppo. Il 1º febbraio 2017, è stato pubblicato Feed the Machine, singolo che anticipa l'album omonimo la cui uscita è avvenuta il 16 giugno 2017.
Nel 2018 la band ha intrapreso un tour mondiale con la band post-grunge Seether.

## Formazione

### Formazione attuale
- Chad Kroeger – voce, chitarra solista (1995-presente)
- Ryan Peake – chitarra ritmica, pianoforte, tastiere, seconda voce (1995-presente)
- Mike Kroeger – basso, cori (1995-presente)
- Daniel Adair – batteria, percussioni, cori (2005-presente)

### Ex componenti
- Jeff Boyd – chitarra ritmica (1995-1996)
- Brandon Kroeger – batteria (1995-1997)
- Mitch Guindon – batteria (1997-1998)
- Ryan Vikedal – batteria, percussioni (1998-2005)

## Discografia

### Album in studio
- 1996 – Curb
- 2000 – The State
- 2001 – Silver Side Up
- 2003 – The Long Road
- 2005 – All the Right Reasons
- 2008 – Dark Horse
- 2011 – Here and Now
- 2014 – No Fixed Address
- 2017 – Feed the Machine
- 2022 – Get Rollin'

### Raccolte
- 2002 – Three Sided Coin
- 2013 – The Best of Nickelback Volume 1

## Videografia
- Live at Home (29 ottobre 2002)
- The Videos (23 settembre 2003)
- Road to Success (2004)
- Photo Album (4 ottobre 2005)
- Pictures (12 settembre 2006)
- The Ultimate Video Collection (23 novembre 2007)
- Live at Sturgis 2006 (1º dicembre 2008)

## Curiosità
- Il nome "Nickelback" deriva dall'abitudine di Mike di dire, mentre lavorava da Starbucks, "here's your nickel back" ovvero "ecco il tuo nichelino (la moneta da 5 centesimi) di resto".
- Nella serie "I Griffin" (The family guy) stagione 21, episodio 18 "Fidanzata, eh?" alla fine dell'episodio la fidanzata canadese di Chris gli confessa per messaggio che anche lei ha un padre sfigato "...suona nei Nickelback".

## Riconoscimenti
Grammy Award
- 2003 – Candidatura per la registrazione dell'anno per How You Remind Me
- 2004 – Candidatura per il miglior album rock per The Long Road
- 2004 – Candidatura per la miglior canzone rock per Someday
- 2005 – Candidatura per la miglior interpretazione hard rock per Feelin' Way Too Damn Good
- 2008 – Candidatura per la miglior performance rock di un duo o gruppo per If Everyone Cared
- 2010 – Candidatura per la miglior interpretazione hard rock per Burn It to the Ground

People's Choice Awards
- 2007 – Gruppo musicale preferito
- 2011 – Candidatura per la rock band preferita